# Higiena intymna
Higiena intymna jest to eufemizm określający dziedzinę higieny zajmującą się dbaniem o miejsca intymne kobiet i mężczyzn. Dotyczy to szczególnie dbałości o narządy rozrodcze, np. prawidłowy sposób mycia żołędzi, lub zachowanie czystości w czasie menstruacji.